# Mulleripicus funebris
Mulleripicus funebris là một loài chim trong họ Picidae.
Đây là loài đặc hữu của Đảo Luzon, Marinduque, Catanduanes và Polillo ở Philippines.
Môi trường sống tự nhiên của chúng là rừng ẩm vùng đất thấp nhiệt đới hoặc cận nhiệt đới và các khu rừng vùng núi ẩm nhiệt đới hoặc cận nhiệt đới.
Loài gõ kiến này đã từng được xem là đồng nhất với loài chim gõ kiến phía Nam và cả hai chúng được gộp lại với nhau như những mảnh nhỏ của Mulleripicus và được gọi là "chim gõ kiến".